# Trogloneta granulum
Trogloneta granulum är en spindelart som beskrevs av Simon 1922. Trogloneta granulum ingår i släktet Trogloneta och familjen Mysmenidae. Inga underarter finns listade i Catalogue of Life.